# Plerogonalia rudicula
Plerogonalia rudicula är en insektsart som först beskrevs av Jacobi 1905.  Plerogonalia rudicula ingår i släktet Plerogonalia och familjen dvärgstritar. Inga underarter finns listade i Catalogue of Life.